# Masteria lewisi
Masteria lewisi – gatunek pająka z rodziny Dipluridae i podrodziny Masteriinae.

## Taksonomia
Gatunek ten opisany został po raz pierwszy w 1965 roku przez Arthura Mertona Chickeringa pod nazwą Accola lewisi. Jako lokalizację typową wskazano Red Hills Road w  regionie Saint Catherine na Jamajce. Do rodzaju Masteria omawiany gatunek przeniesiony został w 1979 roku przez Roberta Ravena.

## Morfologia
Pająk o ciele długości od 3,1 do 3,4 mm. Karapaks jest u samca żółtawy, a u samicy pomarańczowy. Sześcioro oczu rozmieszczonych jest dwóch szeregach; zanikowi uległa para przednio-środkowa. Oczy pary tylno-środkowej leżą nieco bardziej z przodu niż pary tylno-bocznej. Szczękoczułki mają 12 ząbków na przedniej krawędzi bruzdy i 7 lub 8 mniejszych ząbków w nasadowo-środkowej części bruzdy. Sternum i odnóża są białawe. Kolejność par odnóży od najdłuższej do najkrótszej to: IV, I, II, III. Odnóża pierwszej pary samca mają golenie z pierwszym wyrostkiem prolateralnym rozwiniętym w formie silnej, stożkowatej ostrogi, drugim wyrostkiem prolateralnym w formie silnego kolca o lekko wystającej podstawie, a trzecim wyrostkiem prolateralnym w formie dwóch kolców. Nadstopia pierwszej pary samca mają spłaszczony kolec nasadowy oraz wgłębienie nasadowe. Opistosoma (odwłok) u obu płci jest biaława. Genitalia samicy zawierają dwie spermateki, każda z dwoma podobnej wielkości płatami i kulistawym wierzchołkiem. Nogogłaszczki samca mają od dwa razy dłuższą od cymbium goleń pozbawioną z czterema lub pięcioma kolcami pośrodku, tak długie jak szerokie cymbium z czterema kolcami szczytowymi oraz gruszkowaty bulbus z trzykrotnie krótszym od tegulum embolusem i małym wyrostkiem przed jego nasadą.

## Rozprzestrzenienie
Gatunek neotropikalny, karaibski, endemiczny dla południowej Jamajki.